# Autorité chinoise de l'énergie atomique
L'Autorité chinoise de l'énergie atomique,, (parfois Agence chinoise de l'énergie atomique ; en anglais China Atomic Energy Authority, CAEA ; en chinois 中国原子能机构) est l'autorité de régulation de l'industrie nucléaire en Chine.

## Organisation
La CAEA comprend cinq départements :
- Département de l'Administration : responsable de l'administration, de la logistique et de la surveillance de la gestion des matériaux radioactifs et de la lutte contre l'incendie dans les réacteurs ;
- Département de l'Ingénierie : responsable des programmes de R et D dans le nucléaire, de l'élaboration des programmes de développement des centrales nucléaires et des combustibles nucléaires, de la surveillance des principaux projets et de la gestion de crise en cas d'accident nucléaire ;
- Département de la Coopération Internationale : responsable des échanges et de la coopération avec les autres gouvernements et avec les organisations internationales dans le domaine de l'énergie nucléaire, de l'autorisation de l'exportation et de l'importation de matières nucléaires pour le compte du gouvernement ;
- Département de la Planification : responsable de l'approbation des projets de centrales nucléaires et de l'élaboration du programme de développement de l'énergie nucléaire ;
- Département du Contrôle de Qualité : responsable de la surveillance et du respect de normes dans le domaine nucléaire.

## Missions
Les principales missions de la CAEA sont les suivantes : 
- élaboration de la politique et des règlements sur les utilisations pacifiques de l'énergie nucléaire ;
- élaboration du programme de développement, de la planification et des normes industrielles pour les utilisations pacifiques de l'énergie nucléaire ;
- approbation des projets de R et D nucléaires pour la Chine ;
- surveillance de la mise en œuvre des projets de R et D nucléaires pour la Chine ;
- contrôle des matériaux nucléaires et surveillance de l'exportation ;
- coopération avec les gouvernements et organisations internationales et participation à l'AIEA au nom du gouvernement chinois ;
- organisation de la Coordination en cas d'Accident Nucléaire, exécution du plan national d'urgence en cas d'accident nucléaire.